# ナイルワークス
ナイルワークス（英語: Nileworks Inc.）は、埼玉県さいたま市に本社を置く、2015年1月に創業した農業用ドローンの設計/開発/製造、生育診断技術・栽培技術の研究開発、農業クラウドサービスの開発・販売を行う企業である。

## 歴史
2015年1月、東京都渋谷区に、農業用ドローンの企画製造販売を事業目的とした、株式会社ナイルワークスを設立
2015年7月、農薬散布用ドローンの試作１号機が完成
2016年11月、埼玉県さいたま市南区に埼玉研究所を開設
2016年3月、宇都宮大学と農薬散布用ドローンの性能試験、農業用ドローンの精密制御技術の開発並びに生育状況監視技術の開発にかかる共同研究を開始
2017年10月、マクセル株式会社と農業用ドローン専用の「インテリジェントバッテリー」（リチウムイオン電池パック及び専用充電器）の共同開発を開始
2017年10月、株式会社産業革新機構（現　株式会社INCJ）、住友化学株式会社、クミアイ化学工業株式会社、住友商事株式会社、全国農業協同組合連合会並びに農林中央金庫を引受先とする第三者割当増資を実施
2018年10月、「第８回　ロボット大賞」において、「完全自律飛行のドローンによる「空からの精密農業」」が農林水産大臣賞を受賞
2019年3月、株式会社INCJ、住友化学株式会社、住友商事株式会社、クミアイ化学工業株式会社、株式会社SMBC信託銀行（特定運用金外信託　未来創生２号ファンド）、Drone Fund２号を引受先とする第三者割当増資を実施
2019年6月、農薬散布用ドローンの量産第1号機「Nile-T19」を発売
2020年2月、東京都産業労働局による「第2回（令和元年度）未来を拓くイノベーションTOKYOプロジェクト」に採択
2020年6月、農薬散布用ドローンの量産第2号機「Nile-T20」を発売
2021年1月、住友商事株式会社、ダイハツ工業株式会社、三井住友ファイナンス&リース株式会社を引受先とする第三者割当増資を実施
2021年6月、国立研究開発法人農業・食品産業技術総合研究機構（農研機構／NARO）が推進する国際競争力強化技術開発プロジェクトの「安全安心な農業用ハイスペックドローン及び利用技術の開発」を国内9機関で構成するハイスペックドローン開発コンソーシアムで受託
2022年6月、エアロセンスとデータ駆動型の農業に関する業務提携
2023年1月、ヤマハ発動機株式会社、住友商事株式会社を引受先とする第三者割当増資を実施

## 製品
Nile-T19
Nile-T20